# Kriva Bara
Kriva Bara (cyr. Крива Бара) – wieś w Bośni i Hercegowinie, w Republice Serbskiej, w mieście Bijeljina. W 2013 roku liczyła 345 mieszkańców.